# Scarlett Dream
Scarlett Dream foi uma série de histórias em quadrinhos protagonizadas por uma aventureira de mesmo nome, criada pelos franceses Claude Moliterni e Robert Gigi. Os enredos envolvem ficção científica e erotismo. Foi primeiramente publicada em forma de tiras na revista V-Magazine,  e em 1966, como álbum pelo editor francês Eric Losfeld. Scarlett foi criticada ao longo dos anos por ser basicamente uma cópia do ícone feminino Barbarella.
Esta obra é relacionada à revolução sexual dos anos 60. O clímax para a liberação sexual nos quadrinhos ocorreu com a publicação de aventuras de diversas mulheres emancipadas, tais como Jodelle, Pravda, Phoebe Zeit-Geist, Saga, Kris Kool, Epoxy,  Valentina, Vampirella, e Modesty Blaise.